# 第2次若槻内閣
第2次若槻内閣（だいにじ わかつきないかく）は、貴族院、立憲民政党総裁の若槻禮次郎が第28代内閣総理大臣に任命され、1931年（昭和6年）4月14日から1931年（昭和6年）12月13日まで続いた日本の内閣。

## 閣僚の顔ぶれ・人事

### 国務大臣
1931年（昭和6年）4月14日任命。在職日数244日（第1次、2次通算690日）。 
| 職名 | 代 | 氏名       | 氏名 | 出身等                        | 特命事項等       | 備考                           |
| --- | -- | ---------- | ---- | ----------------------------- | ---------------- | ------------------------------ |
| 内閣総理大臣 | 28 | 若槻禮次郎 |      | 貴族院 立憲民政党             | 拓務大臣兼任     | 立憲民政党総裁                 |
| 外務大臣 | 40 | 幣原喜重郎 |      | 貴族院 無所属 （同和会） 男爵 |                  | 留任                           |
| 内務大臣 | 41 | 安達謙藏   |      | 衆議院 立憲民政党             |                  | 留任                           |
| 大蔵大臣 | 30 | 井上準之助 |      | 貴族院 立憲民政党 （無会派）  |                  | 留任                           |
| 陸軍大臣 | 20 | 南次郎     |      | 陸軍大将 （陸大17期）         |                  | 初入閣                         |
| 海軍大臣 | 14 | 安保清種   |      | 海軍大将 （海兵18期） 男爵    |                  | 留任                           |
| 司法大臣 | 32 | 渡邊千冬   |      | 貴族院 無所属 （研究会） 子爵 |                  | 留任                           |
| 文部大臣 | 39 | 田中隆三   |      | 衆議院 立憲民政党             |                  | 留任                           |
| 農林大臣 | 6  | 町田忠治   |      | 衆議院 立憲民政党             |                  | 留任                           |
| 商工大臣 | 7  | 櫻内幸雄   |      | 衆議院 立憲民政党             |                  | 初入閣                         |
| 逓信大臣 | 33 | 小泉又次郎 |      | 衆議院 立憲民政党             |                  | 留任                           |
| 鉄道大臣 | 8  | 江木翼     |      | 貴族院 立憲民政党 （同成会）  |                  | 留任 1931年9月10日免           |
| 鉄道大臣 | 9  | 原脩次郎   |      | 衆議院 立憲民政党             |                  | 1931年9月10日任                |
| 拓務大臣 | 3  | 原脩次郎   |      | 衆議院 立憲民政党             |                  | 初入閣 1931年9月10日免         |
| 拓務大臣 | 4  | 若槻禮次郎 |      | 貴族院 立憲民政党             | 内閣総理大臣兼任 | 1931年9月10日兼 立憲民政党総裁 |
| 1. 辞令のある留任は個別の代として記載し、辞令のない留任は記載しない。 2. 臨時代理は、大臣空位の場合のみ記載し、海外出張時等の一時不在代理は記載しない。 3. 代数は、臨時兼任・臨時代理を数えず、兼任・兼務は数える。 |    |            |      |                               |                  |                                |

### 内閣書記官長・法制局長官
1931年（昭和6年）4月14日任命。 
| 職名 | 代 | 氏名     | 氏名 | 出身等                       | 特命事項等 | 備考                  |
| --- | -- | -------- | ---- | ---------------------------- | ---------- | --------------------- |
| 内閣書記官長 | 30 | 川崎卓吉 |      | 貴族院 立憲民政党 （同和会） |            |                       |
| 法制局長官 | 27 | 武内作平 |      | 衆議院 立憲民政党            |            | 1931年11月8日死亡欠缺 |
| 法制局長官 | 28 | 斎藤隆夫 |      | 衆議院 立憲民政党            |            | 1931年11月9日任       |
| 1. 辞令のある留任は個別の代として記載し、辞令のない留任は記載しない。 2. 臨時代理は、大臣空位の場合のみ記載し、海外出張時等の一時不在代理は記載しない。 3. 代数は、臨時兼任・臨時代理を数えず、兼任・兼務は数える。 |    |          |      |                              |            |                       |

### 政務次官
1931年（昭和6年）4月15日任命。 
| 職名         | 氏名       | 出身等                         | 備考 |
| ------------ | ---------- | ------------------------------ | ---- |
| 外務政務次官 | 矢吹省三   | 貴族院／無所属（公正会）／男爵 |      |
| 内務政務次官 | 古屋慶隆   | 衆議院／立憲民政党             |      |
| 大蔵政務次官 | 田昌       | 衆議院／立憲民政党             |      |
| 陸軍政務次官 | 伊東二郎丸 | 貴族院／無所属（研究会）／子爵 | 留任 |
| 海軍政務次官 | 牧山耕蔵   | 衆議院／立憲民政党             |      |
| 司法政務次官 | 八並武治   | 衆議院／立憲民政党             |      |
| 文部政務次官 | 横山金太郎 | 衆議院／立憲民政党             |      |
| 農林政務次官 | 西村丹治郎 | 衆議院／立憲民政党             |      |
| 商工政務次官 | 松村義一   | 貴族院／無所属（公正会）       |      |
| 逓信政務次官 | 小池仁郎   | 衆議院／立憲民政党             |      |
| 鉄道政務次官 | 末松偕一郎 | 衆議院／立憲民政党             |      |
| 拓務政務次官 | 紫安新九郎 | 衆議院／立憲民政党             |      |

### 参与官
1931年（昭和6年）4月15日任命。 
| 職名       | 氏名       | 出身等                         | 備考 |
| ---------- | ---------- | ------------------------------ | ---- |
| 外務参与官 | 田中武雄   | 衆議院／立憲民政党             |      |
| 内務参与官 | 小山谷蔵   | 衆議院／立憲民政党             |      |
| 大蔵参与官 | 前田房之助 | 衆議院／立憲民政党             |      |
| 陸軍参与官 | 比佐昌平   | 衆議院／立憲民政党             |      |
| 海軍参与官 | 鍋島直縄   | 貴族院／無所属（研究会）／子爵 |      |
| 司法参与官 | 戸沢民十郎 | 衆議院／立憲民政党             |      |
| 文部参与官 | 工藤鉄男   | 衆議院／立憲民政党             |      |
| 農林参与官 | 岡本実太郎 | 衆議院／立憲民政党             |      |
| 商工参与官 | 桜井兵五郎 | 衆議院／立憲民政党             |      |
| 逓信参与官 | 平川松太郎 | 衆議院／立憲民政党             |      |
| 鉄道参与官 | 中島弥団次 | 衆議院／立憲民政党             |      |
| 拓務参与官 | 杉浦武雄   | 衆議院／立憲民政党             |      |

## 勢力早見表
※ 内閣発足当初（前内閣の事務引継は除く）。
| 出身       | 国務大臣 | 政務次官 | 参与官 | その他       |
| ---------- | -------- | -------- | ------ | ------------ |
| 立憲民政党 | 8        | 9        | 11     | 法制局長官   |
| 研究会     | 1        | 1        | 1      |              |
| 同和会     | 1        | 0        | 0      | 内閣書記官長 |
| 同成会     | 1        | 0        | 0      |              |
| 公正会     | 0        | 2        | 0      |              |
| 軍部       | 2        | 0        | 0      |              |
| 官僚       | 0        | 0        | 0      |              |
|            | 13       | 12       | 12     |              |

## 内閣の動き
1930年11月14日、時の濱口雄幸首相が銃撃されて重傷を負い、療養するも回復の兆しを見せなかったことにより、翌1931年4月4日に辞職を表明。憲政の常道により、後継の立憲民政党総裁を首班に推すこととなる。当時の民政党内は、安達謙蔵内相と江木翼鉄相が二大実力者であったが、党内対立を避けるべく、元総裁の若槻が再登板、首相に復帰し、4月14日、ほぼ居抜き内閣の形で、内閣が発足した。
主な政策
- 井上財政…濱口内閣から留任した井上蔵相の下での財政政策が継続されたが、デフレ政策による不況が継続することとなる。
- 幣原外交…同じく留任した幣原外相の下での外交政策が継続する。当時、中国大陸は軍閥勢力が群雄割拠する動乱状態にあり、満洲の日本の権益や在留邦人の安全は、「中華ナショナリズム」の名のもとに中原の国民政府の攻撃を受けていたが、幣原外交は国民政府に融和的態度をとっていた。この頃になると、中村大尉事件や万宝山事件などの重大事件が発生し、国民の対華感情は悪化する。
- 満洲事変…1931年9月18日、関東軍の石原莞爾作戦参謀が首謀となり、南満洲鉄道を爆破（柳条湖事件）、これを発火点として関東軍と張学良軍閥との間で戦闘状態に突入する。若槻首相は幣原外交の方針と真っ向から対立することから不拡大方針を言明するが、21日には関東軍の応援要請にこたえて朝鮮軍（林銑十郎司令官）が独断で越境、若槻首相は23日になって、必要経費の支出を認めることで、事後承認を余儀なくされる[6]。以降、若槻内閣は、現地に安定的な新線を樹立させることは認めつつ[7]、関東軍の独断行動に関する国際世論対策に苦慮する。国際連盟に対しては、関東軍を漸次撤退させることを確約しつつ、日本の関与による現地政情の安定化を求める輿論の形成に努める。関東軍は引き続き満洲進出を試みるが、内閣および参謀本部はこれを許さず、特に11月27日、天津事件への対応として錦州へ進出した際には、金谷範三参謀総長は天皇の委任命令[注釈 1]の形で撤退を命令し、厳守させる[8]。関東軍の行動を参謀本部が抑えることで国際社会の信用を取り戻しつつ、現地の政情は安定させるという若槻内閣の新たな方針[9]は成功したかに見え、12月10日、国際連盟は現地調査団（リットン調査団）の派遣を決定するとともに、現地の治安維持のための関東軍の行動を採る権利が認められた[10]。
- 十月事件…満洲事変の最中、在京の陸軍中央においても、これに呼応してクーデターを起こし、国家社会主義思想に基づいた社会革新をおこそうとする動きが起こる。クーデター自体は事前に軍当局に露見、10月17日未明に首謀者が一斉に検挙されたため大事には至らなかったが、軍内および在野におけるクーデター・テロを容認する思想は以降も残り、1936年の二・二六事件まで、同種のテロが頻発することになる。

内閣の突然の崩壊
満洲事変に関する国際社会の一定の支持を取り付けた直後の12月11日、若槻内閣は突如として内閣総辞職するに至る。
これは、安達内相の造反によるものであった。発端は満洲事変の勃発直後、若槻首相は関東軍と国際世論の板挟みになって指導力を発揮できず、政権運営のめどがつかないことから、辞意を漏らすようになる。安達内相は相談を受けた際、事態打開のために政友会との大連立政権（「協力内閣」）の発足を提案する。若槻首相は一旦は同意するが、内閣を支える幣原外相と井上蔵相は言下に否定したため、若槻首相は安達内相に協力内閣計画の中止を伝える。
しかし、若槻首相は重臣らへの相談を重ねるなど、政権は安定性を欠き、これを見た周囲は安達内相を筆頭に次期政権を巡り食指を動かし、様々な陰謀が渦巻く事態となる。11月8日には安達内相が協力内閣樹立の談話、21日には声明を発表し、運動は公然の事実となる。
一方の若槻首相は、協力内閣をいったん取り下げ、国際社会の支持を取り付けることに成功する。しかし、その一報が飛び込んでくる直前の12月10日朝、安達内相側近の富田幸次郎民政党顧問と、久原房之助政友会幹事長の間で、「協力内閣」樹立の覚書が交わされ、富田顧問から若槻首相に手交される。同日の閣議で若槻首相は安達内相を問い質すが決裂、中座した安達内相は閣議出席を拒否し、閣内不一致が発生した。閣内不一致の際には大臣の罷免または内閣総辞職が必要であるが、実際には後者をとる運用がなされており、この時も若槻内閣は直ちに総辞職を余儀なくされた。
この時、若槻首相は、内閣総辞職の原因は安達内相一人の造反であることから、加藤高明内閣の時の先例を用いて、安達内相を除く辞表のつき返しによる内閣の存続を目論んでいた。
しかし、安達内相の造反そのものの理由は、事変当初に若槻首相が優柔不断で政府方針を決定できず、協力内閣をめぐる陰謀が公然と行われるのを止められないという政権運営の不手際にあった。そのため、西園寺公望元老は今回の内閣総辞職を、失政の責任とみなし、12月12日、野党立憲政友会の犬養毅総裁に大命降下される。
後史
若槻内閣の後半では、若槻首相の優柔不断と安達内相らの政治的野心により、政官界の様々な人物が首相の候補に擬せられ、与野党第一党の党首のみが首相の候補たりえるという憲政の常道の根本原則が大きく毀損される。西園寺元老はこれを重く受け止め、大命降下の直前に私邸に犬養総裁を呼び出し、新政権は政友会単独内閣で行うよう念を押すなど、憲政の常道を維持させることにつとめる。
ところが翌1932年、犬養首相が五・一五事件で暗殺された後、政友会は自党の鈴木喜三郎次期総裁以外の者を首班に迎えるべく工作して内紛するなど、若槻内閣末期の混乱が再発するに至り、西園寺元老も政党内閣制の継続を断念、非政党人の斎藤実海軍大将を首班とする斎藤内閣が政民両党の協力内閣として発足、以降も挙国一致内閣が連続して発足し、憲政の常道は完全に崩壊する。
また、民政党は1940年に新体制運動に呼応して解党するまで、党総裁が首相に推挙されることはなかった。